# Seo Ji-yeon
Seo Ji-yeon (koreanisch 서지연; * 3. März 1993 in Seoul) ist eine südkoreanische Säbelfechterin.

## Erfolge
Seo Ji-yeon gab im März 2011 ihr internationales Debüt im Erwachsenenbereich beim Grand-Prix-Turnier in Moskau. Ein Jahr zuvor hatte sie Südkorea bei den Olympischen Jugend-Sommerspielen in Singapur vertreten und im Einzel den fünften Platz belegt. Im Mixed-Mannschaftswettbewerb verpasste sie als Vierte knapp einen Medaillengewinn. 2016 gab sie in Rio de Janeiro als Teil der südkoreanischen Mannschaft ihr Olympiadebüt. Nach einer Auftaktniederlage gegen die Ukraine und einem Sieg gegen Frankreich belegten die Südkoreanerinnen aufgrund eines abschließenden 45:41-Sieges gegen Polen den fünften Platz. Im Einzel schied Seo mit 12:15 gegen die Russin Jekaterina Djatschenko in der ersten Runde aus. Ihre ersten Medaillen bei internationalen Meisterschaften sicherte sie sich 2017. Bei den Weltmeisterschaften in Leipzig wurde sie mit der Mannschaft nach einer klaren 27:45-Finalniederlage gegen Italien Vizeweltmeisterin und schloss außerdem auch den Einzel- sowie den Mannschaftswettbewerb der Asienmeisterschaften 2017 in Hongkong auf Rang zwei ab.
Bei den 2021 ausgetragenen Olympischen Spielen 2020 in Tokio ging Seo lediglich in der Mannschaftskonkurrenz an den Start, in der sie mit Choi Soo-yeon, Kim Ji-yeon und Yoon Ji-su ein Team bildete. Mit 45:40 setzten sie sich in der Auftaktrunde gegen die ungarische Équipe durch, ehe gegen die unter dem Namen „ROC“ antretende russische Mannschaft im Halbfinale mit 26:45 eine Niederlage folgte. Im Duell um die Bronzemedaille trafen die Südkoreanerinnen auf die italienische Mannschaft und wurden dank eines 45:42-Erfolges schließlich Dritte.